# Siegmund Adrian von Rottemburg
Siegmund Adrian von Rottemburg, född 28 april 1745 i Läsgen, Brandenburg, död 1797, var en tysk friherre och entomolog som verkade i Klemzig i Preussen, nuvarande Klępsk i Powiat zielonogórski i västra Polen. På 1770-talet övertog han Johann Siegfried Hufnagels berömda fjärilssamling och publicerade flera vetenskapligt viktiga verk om olika arter i denna.